# Maciej Słomczyński
Maciej Słomczyński (10. dubna 1920, Varšava – 27. března 1998, Krakov) byl polský prozaik, dramatik, překladatel a scenárista. Pod pseudonymy Joe Alex a Kazimierz Kwaśniewski psal populární detektivní romány.

## život
Narodil se jako syn amerického vojenského pilota a důstojníka, filmového režiséra a producenta Meriana C. Coopera. Jeho matka Marjorie Crosbyová se později provdala za Alexandra Slomczynského, jehož příjmení převzal.
Na gymnáziu maturoval roku 1939. Za druhé světové války byl od roku 1941 členem polského odboje, roku 1943 vstoupil do Zemské armády (Armia Krajowa). V roce 1944 byl zatčen a vězněn ve věznici Pawiak ve Varšavě, odkud se mu podařilo prchnout. Do roku 1947 sloužil v americké armádě a pak se vrátil do Polska, kde byl zpočátku sledován jako potenciální britský špión. Od roku 1954 žil v Krakově.
Debutoval roku 1946 verši otištěnými v lodžském časopise Tydzień. Hojně překládal z angličtiny (Chaucer, Shakespeare, Milton, Joyce, Swift, Carroll, Faulkner a další). Je autorem řady divadelních her a próz pro dospělé i mládež. Jako Kazimierz Kwaśniewski vydal pět detektivek. Roku 1959 vyšla pod pseudonymem Joe Alex první z jeho osmidílné řady detektivních románů se stejnojmenným hlavním hrdinou, které byly přeloženy do třinácti jazyků.
Za zásluhy o rozvoj polské kultury obdržel roku 1997 Řád znovuzrozeného Polska (Order Odrodzenia Polski).

## Z díla

### Pod vlastním jménem
- Lądujemy 6 czerwca (1947, Přistaneme 6. června),
- Zadanie porucznika Kenta (1947, Úkol poručíka Kenta),
- Fabryka śmierci (1947, Továrna smrti),
- Ulewa (1948, Liják), román pro mládež,
- Szary cień (1948, Šedý stín),
- Nasze dziewczęta (1951, Naše děvčata), divadelní hra,
- Opowidania o dalekszych drogách (1954, Vyprávění o dalekých cestách), povídky.
- Samotność (1954, Osamění), divadelní hra,
- Sam przeciw Tebom (1961, Sám proti Thébám),
- Marsz ołowianych żołnierzyków (1965, Pochod olověných vojáčků), povídky.
- Anna Livia (1976), divadelní hra.
- Krajobraz ze Skorpionem (1992, Krajina se Škorpiónem), posmrtně vydaný svazek čtyř kratších románů, z nichž pouze jeden vyšel v Polsku za autorova života. Svazek obsahuje tato autorova díla:
  - Drugi brzeg (Druhý břeh), autorova prvotina napsaná toku 1946, z politických důvodů nevydáno.
  - Cassiopeia (z roku 1957), o spisovateli dohnanému ke spolupráci s komunistickým režimem. Z politických důvodů v Polsku nevydáno, byl však pořízen francouzský překlad..
  - Sam przeciw Tebom (Sám proti Thébám), vyšlo tiskem roku 1961.
  - Krajobraz ze Skorpionem (Krajina se Škorpiónem), vydáno z pozůstalosti.

### Jako Joe Alex
- Cyklus detektivních románů z hlavním hrdinou Joem Alexem, které se vyznačují napínavým dějem a brilantními zápletkami a k jejichž napsání se autor inspiroval anglickou i antickou literární tradicí. Joe Alex v nich pomáhá při vyšetřování svému příteli Benovi Parkerovi, detektivovi ze Scotland Yardu, a většinou jej ještě doprovází jeho přítelkyně Karolina Beaconová, mladá a talentovaná archeoložka.

1. Powiem wam jak zginął (1959, Povím vám, jak zahynul),
2. Śmierć mówi w moim imieniu (1960, Smrt mluví mým jménem),
3. Jesteś tylko diabłem (1960, Jsi jenom ďábel),
4. Cichym ścigałam go lotem (1962, Lov na smrtihlava),
5. Zmącony spokój Pani Labiryntu (1965, Vládkyně labyrintu),
6. Gdzie przykazań brak dziesięciu (1968, Kde chybí desatero přikázání), slovensky jako Vražda v Mandalay House,
7. Piekło jest we mnie (1975, Peklo je ve mně), napsáno podle divadelní hry Samolot do Londynu (1961, Letadlo do Londýna), slovensky jako Kiež nájdu svojich nepriateľov,
8. Cicha jak ostatnie tchnienie (1991, Tichá jak poslední dech).

- Czarne okręty (1972– 1975), Černé koráby), historický dobrodružný román pro mládež odehrávající se ve starověku zhruba v 15. století př. n. l. v době, kdy Kréta ovládala Středomoří. Román nejprve vycházel postupně jako jedenáctidílný cyklus, první souborné vydání je z roku 1978.

1. Ofiarujmy bogom krew jego (1972, Obětujme bohům jeho krev),
2. Oto zapada noc mroczna (1972. Nastává temná noc),
3. Abyś nie błądził w obcej ciemności (1972, Abys nebloudil v cizích tmách),
4. A drogi tej nie zna nikt (1974, Tuto cestu nikdo nezná),
5. Cień nienawiści królewskiej (1974, Stín královy nenávist),
6. Lew was rozszarpał płowy (1974, Rozsápal je lítý lev),
7. Ciemny pierścień zakrzepłej krwi (1974, Kruh zaschlé krve),
8. Kraina umarłych liści (1975, Krajina mrtvého listí),
9. Posejdon o białym obliczu (1975, Poseidon s bílou tváří),
10. Niechaj umrze o wschodzie słońca (1975, Ať zemře o východu slunce),
11. Sam bądź księciem (1975, Sám buď knížetem).

- Panny z Acheronu (1980, Nevěsty z Acheronu), divadelní hra.

### Jako Kazimierz Kwaśniewski
- Śmierć i Kowalski (1962, Smrt a Kowalski),
- Zbrodniarz i panna (1965, Zločinec a slečna),
- Każę aktorom powtórzyć morderstwo (1965, Zopakuji hercům vraždu),
- Gdzie jest trzeci król? (1966, Kde je třetí král?),
- Ciemna jaskinia (1967, Temná jeskyně).

## Filmové adaptace
- Ostatní kurs (1963, Poslední cesta), polský film, režie Jan Batory, scénář Joe Alex podle své knihy Smrt a Kowalski.
- Zbrodniarz i panna (1963, Zločinec a slečna), polský film, režie Janusz Nasfeter, scénář Joe Alex.
- Gdzie jest trzeci król? (1967, Kde je třetí král?), polský film, režie Ryszard Ber, scénář Joe Alex.

## Česká vydání
- Osamění, Dilia, Praha 1964, přeložila Mojmíra Janišová.
- Povím vám, jak zahynul, Mladá fronta, Praha 1968, přeložila Anetta Balajková.
- Smrt mluví mým jménem, Lidové nakladatelství, Praha 1970, přeložila Anetta Balajková.
- Kde je třetí král?, Lidové nakladatelství, Praha 1970, přeložil Jan Dienstbier, znovu 1976.
- Jsi jenom ďábel, Lidové nakladatelství, Praha 1974, přeložila Anetta Balajková.
- Černé koráby, Albatros, Praha 1979, přeložila Anetta Balajková.
- Lov na smrtihlava, Melantrich, Praha 1980, přeložila Anetta Balajková.